# Impatiens platyceras
Impatiens platyceras är en balsaminväxtart som beskrevs av Carl Maximowicz. Impatiens platyceras ingår i släktet balsaminer, och familjen balsaminväxter. Inga underarter finns listade i Catalogue of Life.